# Кей, Адриан Томас
Адриан Томас Кей (нидерл. Adriaen Thomasz Key, Adriaen Thomas Key, Ariaen Thomas, Adriaen Kaey, Adriaen Kay, Adriaen Thomasz. Kay, Adriaen Thomasz. Keij, Adriaen Key; ок. 1544, Антверпен — после 1589, Антверпен) — фламандский живописец, автор портретов и религиозных картин, рисовальщик и гравёр. Романист. Некоторое время он работал в антверпенской мастерской выдающегося художника исторического жанра и портретиста Виллема Кея, а затем возглавил мастерскую. Его работы в своё время высоко ценились за техническое мастерство и новаторские концепции и, таким образом, повлияли на следующее поколение художников, включая Рубенса. Свои работы подписывал монограммами «AT» или «ATK».

## Биография
О происхождении и молодости художника известно мало. Исследования показали, что вопреки традиционному мнению его настоящая фамилия была не «Кей», и он не был родственником Виллема Кея. Он принял фамилию Кей только после того, как в 1567 году возглавил мастерскую Виллема Кея. До этого он использовал только монограмму «AT», а художника называли исключительно «Адриан Томас» (имеется в виду: Адриан, сын Фомы). Очевидно, что причина, по которой он взял другую фамилию, заключается в том, что Виллем Кей и его мастерская пользовались высокой репутацией, и использование этой фамилии было хорошим способом привлечения заказчиков и сбыта картин.
Вероятно, он родился в Антверпене около 1544 года. Его отца звали Томас (или Фома). Вначале обучался у художника по стеклу Яна Хака III и в 1558 году был зарегистрирован учеником в антверпенской Гильдии Святого Луки. С раннего возраста Адриан Томас был связан с мастерской Виллема Кея в Антверпене, поэтому последний также считается учителем Адриана.
Габсбургские Нидерланды в то время пострадали от «Иконоборческой ярости» (Beeldenstorm), достигшей апогея в 1566 году. В период иконоборчества католическое искусство, а также многие формы церковного имущества и украшений были уничтожены протестантами-кальвинистами. Антверпен также затронул волна разрушений. Кей смог стать одним из ведущих художников Антверпена только во второй половине XVI века, после того как иконоборчество утихло.
Когда Виллем Кей в 1568 году скончался, руководство его мастерской взял на себя Адриан Томас. Хотя он и принял кальвинизм, он не покинул город в 1585 году, когда кальвинистское правительство Антверпена было свергнуто испанскими войсками во главе с Алессандро Фарнезе. Он принимал учеников в свою мастерскую в 1582, 1588 и 1589 годах, получал заказы от лидера голландского восстания Вильгельма Оранского и многих знатных лиц Антверпена. Последний раз художник упоминается в документе 1589 года. Неясно, умер ли он вскоре после этого или покинул Антверпен из-за своих кальвинистских взглядов. Хотя он и добился успеха в жизни, следующее поколение быстро забыло его. Поэтому его произведения в последующем приписывали целому ряду художников, включая Франса Пурбуса Старшего и Виллема Кея.

## Творчество
Адриан Томас Кей в основном писал портреты и алтарные картины. В меньшей степени он работал как гравёр. Его датированные произведения охватывают период с 1572 по 1580 годы. В деятельности художника не наблюдается заметной стилевой эволюции. Его индивидуальный стиль близок маньеристскому стилю Виллема Кея, особенно в религиозных сценах. Из-за этого сходства некоторые работы нельзя с уверенностью отнести ни к одному из художников.
Стиль Виллема Кея, в свою очередь, можно охарактеризовать как близкий к стилю ведущих художников Антверпена его времени, таких как Франс Флорис и Михил Кокси Старший, которые оба были так называемыми романистами. Так именовали художников XVI века, главным образом из северных стран, приезжавших в Рим и считавших латинскую культуру родной. В Риме они испытали влияние ведущих итальянских художников того времени, таких как Микеланджело и Рафаэль.
После «Иконоборческой ярости» Адриан Кей вернулся к религиозным сюжетам, но с новациями в области иконографии. Например, он по-новому изобразил знаменитую сцену «Тайной вечери», используя приёмы «исторического портрета», то есть изображая исторических лиц через портреты своих современников, включая себя самого. Кей также сделал ряд гравюр на дереве с изображениями библейских сцен.

## Галерея
- Вильгельм I Оранский. 1579. Дерево, масло. Музей Тиссена-Борнемисы, Мадрид
- Портрет дамы. Дерево, масло. Частное собрание
- Семейный портрет. 1583. Дерево, масло. Прадо, Мадрид
- Поклонение волхвов. Ок. 1550. Дерево, масло. Музей изящных искусств, Кёльн
- Голова Иоанна Крестителя. Между 1570 и 1575. Дерево, масло. Музей изящных искусств, Руан
- Портрет женщины с букетом цветов. 1564. Дерево, масло. Королевские музеи изящных искусств, Брюссель